# جو دولان (مغني)
جو دولان (بالإنجليزية: Joe Dolan) هو مغني ورائد أعمال أيرلندي، ولد في 16 أكتوبر 1939 في Mullingar ‏ في جمهورية أيرلندا، وتوفي في 26 ديسمبر 2007 في Mater Private Hospital ‏ في جمهورية أيرلندا بسبب نزف مخي.

## وصلات خارجية
- الموقع الرسمي
- جو دولان على موقع IMDb (الإنجليزية)
- جو دولان على موقع ميوزك برينز (الإنجليزية)
- جو دولان على موقع ديسكوغز (الإنجليزية)
- جو دولان على موقع كينوبويسك (الروسية)